# Sân bay Stavanger, Sola
Stavanger Airport, Sola (IATA: SVG, ICAO: ENZV) (tiếng Na Uy: Stavanger lufthavn, Sola) (IATA: SVG, ICAO: ENZV) (tiếng Na Uy: Stavanger lufthavn, Sola) là một sân bay quốc tế ở Sola, Na Uy, 11 km về phía tây nam của Stavanger. Đây là sân bay bận rộn thứ ba Na Uy, là nơi hoạt động của cả máy bay cánh cố định và máy bay trực thăng phục vụ hoạt động khai thác dầu khí ở Biển Bắcg. Ngoài ra, Không quân Hoàng gia Na Uy vận hành Westland Sea King tìm kiếm cứu nạn máy bay trực thăng từ Sola Air Station.
Các sân bay đã phục vụ 82.118 lượt chuyến với 3.552.579 lượt hành khách trong năm 2008. Năm hãng hàng không cung cấp các chuyến bay nội địa đến chín điểm đến trong khi các hãng hàng không mười một cung cấp chuyến bay quốc tế tới 37 điểm đến. Hai công ty máy bay trực thăng hoạt động tại Sola. Hầu hết các tuyến bay ở sân bay này là tuyến với thủ đô Oslo, trong đó có khoảng 25 chuyến bay hàng ngày bằng máy bay Boeing 737. Trong khu vực xung quanh sân bay có một bảo tàng hàng không, Flyhistorisk Museum, Sola.

## Các hãng hàng không và tuyến bay

### Thường lệ
| Hãng hàng không                            | Các điểm đến |
| ------------------------------------------ | --- |
| airBaltic                                  | Bergen, Riga |
| City Airline                               | Gothenburg-Landvetter |
| Danish Air Transport                       | Billund, Esbjerg |
| Eastern Airways                            | Aberdeen, Newcastle upon Tyne |
| Icelandair                                 | Theo mùa: Reykjavík-Keflavík |
| KLM                                        | Amsterdam |
| Lufthansa                                  | Frankfurt |
| Norwegian Air Shuttle                      | Alicante, Bergen, Berlin-Schönefeld, Krakow, London-Gatwick, Malaga, Moss, Murcia, Nice, Oslo, Paris-Orly, Prague, Trondheim, Warsaw Theo mùa: Dubrovnik, Las Palmas de Gran Canaria, Salzburg, Split |
| Scandinavian Airlines                      | Aberdeen, Ålesund, Alicante, Bergen, Copenhagen, London-Heathrow, Oslo, Trondheim |
| Vildanden operated by Danish Air Transport | Skien |
| Widerøe                                    | Aberdeen, Bergen, Kristiansand, Kristiansund, Newcastle upon Tyne, Sandefjord |

### Thuê chuyến
| Hãng hàng không                  | Các điểm đến                                   |
| -------------------------------- | ---------------------------------------------- |
| Air Europa                       | Palma                                          |
| SunExpress                       | Antalya                                        |
| Thomas Cook Airlines Scandinavia | Antalya, Chania, Larnaca, Palma, Rhodes, Varna |

### Vận tải hàng hoá
| Hãng hàng không                | Các điểm đến |
| ------------------------------ | ------------ |
| DHL Aviation cung ứng bởi Exin | Copenhagen   |